# ナタリア・ロマニウタ
ナタリア・ロマニウタ（ロシア語: Наталья Романюта、ラテン翻字：Natalia Romaniuta、1982年5月26日 - ）は、ハンガリーヘヴェシュ県生まれのロシアの女性フィギュアスケートアイスダンス選手。2000年、2001年世界ジュニア選手権優勝。1999-2000年シーズンJGPファイナル優勝。パートナーはダニイル・バランツェフなど。

## 経歴
ソビエト連邦の軍人だった父のもと、赴任先のハンガリーヘヴェシュ県に生まれ、5歳ころにスケートを始めた。その後、家族とともにエカテリンブルクに戻り、当初はエフゲニー・ザゴワルコとカップルを結成したが、1996年からダニイル・バランツェフと新たにカップルを結成した。
1997-1998年シーズンよりISUジュニアグランプリ（当時の名称はISUジュニアシリーズ）が創設され、国際大会へデビューを飾る。翌1998-1999年シーズンには全ての大会で表彰台に上った。1999-2000年シーズン、ISUジュニアグランプリのJGPサルコウ杯およびJGPハーグ、JGPファイナルの3大会連続優勝を果たし、世界ジュニア選手権でも優勝。ジュニアクラスの大会を完全制覇を達成する。2000-2001年シーズンからはシニアクラスのISUグランプリシリーズにも参戦し、世界ジュニア選手権では2連覇を達成した。
ソルトレークシティオリンピックを控えた2001-2002年シーズンは、GPスパルカッセン杯でシニア初表彰台の3位となったが、オリンピックロシア代表の2枠を賭けたロシア選手権では3位となり、代表に選出されなかった。直後の2002年欧州選手権ではパートナーのダニイル・バランツェフの体調が思わしくなく途中棄権。のちにカップルの解散を発表した。
その後、アメリカでアルセニー・マルコフとのカップルを模索したが、結成にまでは至らなかった。現在は結婚し母となり、コーチとして活動しているという。

## 主な戦績
- 戦績は全てダニイル・バランツェフとのカップル時。

| 大会/年             | 1997-98 | 1998-99 | 1999-00 | 2000-01 | 2001-02 |
| ------------------- | ------- | ------- | ------- | ------- | ------- |
| 世界選手権          |         |         | 16      |         |         |
| 欧州選手権          |         |         |         |         | 棄権    |
| ロシア選手権        |         |         |         | 3       | 3       |
| GPロシア杯          |         |         |         |         | 5       |
| GPスパルカッセン杯  |         |         |         | 6       | 3       |
| GPNHK杯             |         |         |         | 9       |         |
| フィンランディア杯  |         |         |         | 2       |         |
| 世界Jr.選手権       | 7       | 3       | 1       | 1       |         |
| JGPファイナル       | 5       | 3       | 1       |         |         |
| JGPサルコウ杯       |         |         | 1       |         |         |
| JGPハーグ           |         |         | 1       |         |         |
| JGPSNPバンスカー    |         | 1       |         |         |         |
| JGPソフィア杯       |         | 2       |         |         |         |
| JGPウクライナ記念   | 2       |         |         |         |         |
| JGPサン・ジェルヴェ | 4       |         |         |         |         |